# Kalinowka (sielsowiet artiuchowski)
Kalinowka (ros. Калиновка) – chutor w zachodniej Rosji, w sielsowiecie artiuchowskim rejonu oktiabrskiego w obwodzie kurskim.

## Geografia
Miejscowość położona jest nad Dicznią (lewy dopływ Sejmu), 3 km od centrum administracyjnego sielsowietu (Artiuchowka), 16 km na południowy zachód od centrum administracyjnego rejonu (Priamicyno), 31 km na południowy zachód od Kurska, 19,5 km od drogi magistralnej (federalnego znaczenia) M2 «Krym».
W chutorze znajdują się 22 posesje.
Klimat
Miejscowość, jak i cały rejon, znajduje się w strefie klimatu kontynentalnego z łagodnym ciepłym latem i równomiernie rozłożonymi opadami rocznymi (Dfb w klasyfikacji klimatów Köppena).

## Demografia
W 2010 r. chutor nie był zamieszkany.